# Eupithecia perbrunneata
Eupithecia perbrunneata là một loài bướm đêm trong họ Geometridae.